# Georges de Trazegnies
Georges Philippe Marie Joseph Gillion Leon Ghislain de Trazegnies (Namen, 6 maart 1762 - Brussel, 16 december 1849) was kamerheer van keizer Jozef II en koning Willem I, Frans senator, lid van de Eerste Kamer der Staten-Generaal en lid van het Belgisch Nationaal Congres.

## Levensloop
Georges de Trazegnies was de zoon van Joseph-Lothaire de Trazegnies  (1733-1794), luitenant-kolonel in het regiment d'Arenberg en van Marie de Namur, barones de Joncret, een rijke erfdochter die haar vele bezittingen in en rond Namen in de familie Trazegnies had binnen gebracht. Zelf trouwde hij met gravin Madeleine de Maldeghem (1785-1844). Ze hadden een zoon en een dochter die vrijgezel bleven, een dochter die trouwde met een graaf de Montalto en een dochter die trouwde met prins Eugène de Ligne. Met hen stierf deze tak van de familie de Trazegnies uit.
Georges de Trazegnies was al heel jong kamerheer van keizer Jozef II. Wat tijdens de revolutiejaren in de Zuidelijke Nederlanden plaatsvond ging grotendeels aan hem voorbij en minstens tot in 1798 verbleef hij hoofdzakelijk in Duitsland, terwijl hij ook uitgebreid door de niet door de revolutie getroffen delen van Europa reisde. Pas onder het Consulaat toonde hij weer enige belangstelling voor het openbare leven. In 1803 maakte hij deel uit van het Comité dat het onthaal van Bonaparte in Brussel organiseerde. Een benoeming tot gemeenteraadslid weigerde hij echter.
Pas in 1810 nam hij een functie van enig belang op, die van voorzitter van het kiescollege in het Franse Dijledepartement met de ermee samengaande zetel in de Senaat. Hij, van oude adellijke familie, maar die door de revolutie zijn adellijke status en titel kwijt was, vroeg en bekwam de titel van comte de l'Empire.
In 1814 twijfelde hij over de te nemen richting. Hij wilde hij toch een eindweegs meestappen in het nieuwe Verenigd Koninkrijk der Nederlanden en gaf zijn goedkeuring aan de nieuwe Grondwet. Hij werd onmiddellijk hiervoor beloond door een benoeming tot lid van de Eerste Kamer. Hij werd ook kamerheer van Willem I en werd hersteld in zijn voormalige adellijke status met de titel van markies.
Had men in hem een trouwe aanhanger van Oranje verhoopt, dan kwam men bedrogen uit. Trazegnies werd al vlug een opposant, die uitsluitend de Zuid-Nederlandse belangen verdedigde. De hevige kritiek die hij uitte tegen de fiscale wet van 1821 had tot gevolg dat hij niet langer als kamerheer werd behouden. Kwam daarbij nog dat hij goed bevriend werd met de kroonprins, wat aan het Hof niet werd geapprecieerd. In 1822 ging hij nog heviger te keer tegen de wet op de belastingen.
Nochtans was vanaf 1825 een evolutie waar te nemen in de houding van Trazegnies. Hij werd minder kritisch tegenover de regering en distantieerde zich van de systematische critici. In augustus 1830 behoorde hij dan ook tot de parlementsleden die de opstand in Brussel afkeurden en in september was hij actief in het organiseren van gesprekken en onderhandelingen tussen Noord en Zuid. Tijdens een bijeenkomst van de Staten-Generaal in Den Haag stelde hij wijzigingen voor maar pleitte meteen voor het behoud van de Grondwet. Van scheuring was in zijn ogen geen sprake.
Toen die er dan toch was gekomen en een verkiezing plaatsvond op 3 november voor een Nationaal Congres, werd Trazegnies door de talrijke orangisten in Brussel gekozen en werd ook nog in zijn 'thuisbasis' Charleroi verkozen. Hij opteerde voor die tweede zetel. Met grote energie bevocht hij de eeuwigdurende uitsluiting van de Nassaus. Toen dit op 18 november toch met een grote meerderheid werd goedgekeurd daagde hij niet meer op in de vergaderingen en nam op 6 december ontslag.
Van toen af nam Trazegnies actief deel aan alle pogingen die werden ondernomen om het Verenigd Koninkrijk te herstellen. Om die reden werd hij geen Belgisch senator en was hij in april 1834 het mikpunt van een volksoproer, waarbij zijn Brusselse woning geplunderd werd. Gedurende jaren hield hij zich afzijdig van het nieuwe België en pas in 1844, toen vanuit het Hof sympathiebetuigingen kwamen naar aanleiding van de ziekte en het overlijden van zijn vrouw, keerde het tij. Op het einde van zijn leven gaf hij toestemming aan zijn dochter Clémentine om hofdame te worden van koningin Louise Marie.

## Onderscheidingen
- Ridder in de Orde van de Nederlandse Leeuw